# Inocente Cuesta
Inocente Arnaldo Cuesta Chapman (Holguín, 28 dicembre 1943) è un ex cestista cubano.

## Carriera
Con Cuba ha partecipato alle Olimpiadi del 1968, disputando 3 partite e segnando 13 punti.